# Бахтін Михайло Михайлович
Михайло Михайлович Бахтін (*5(17 листопада) 1895, місто Орел — †7 березня 1975, Москва) — російський філософ, літературознавець і мистецтвознавець.

## Життєпис і сфера наукових інтересів
Навчався в 1-й віленській гімназії (вчитель словесності — О. Селівачов), Новоросійському (Одеса) та Петербурзькому університетах, професор Мордовського університету (Саранськ). У книзі «Проблеми творчості Достоєвського» (1929) розкрив нові принципи естетичного освоєння світу творчості письменника, створив оригінальну теорію поліфонічного роману.

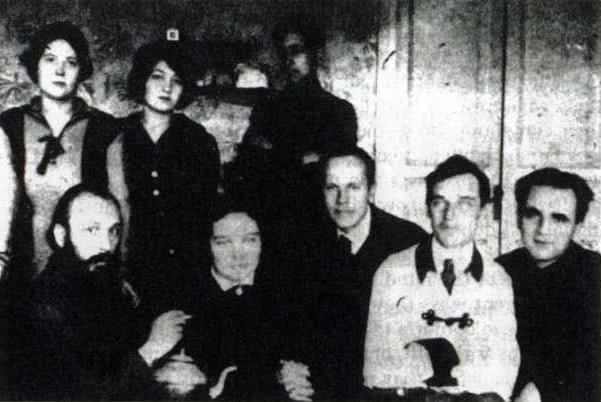
Гурток «Коло Бахтіна М.М.» 1924 р.

У книзі «Франсуа Рабле і народна культура середньовіччя і Ренесансу» (1965) трактував роман «Ґарґантюа і Пантаґрюель» Рабле як вершину багатовікової неофіційної народної творчості і зразок карнавального мистецтва. На широкому порівняльному матеріалі показав роль народних традицій у виникненні світової класики. У статті «Рабле і Гоголь. Мистецтво слова і народна сміхова культура» (1973) досліджував зв'язок повістей М. Гоголя (збірки «Вечори на хуторі біля Диканьки» й «Миргород») з українським народно-святковим і ярмарковим життям, вказував на риси гротескового реалізму в цих творах. Підкреслював роль мандрівних дяків як поширювачів і творців в Україні усної рекреативної літератури — фацецій, анекдотів, дрібних мовних травестій, молитов тощо.

## Твори
- Искусство и ответственность. Невель, 1919
- К философии поступка // Философия и социология науки и техники. Ежегодник. 1984–1985. — М., 1986. (Бахтін починає писати цю роботу у віці 24 років (1919–1921 рр.). Багато сторінок рукопису було втрачено або написані нерозбірливо. В роботі автор створює власну філософську концепцію, беручи за основу філософію Канта. У першій частині дослідження він розглядає принципи архітектоніки сучасного світу, «не мислимого, а того, що переживається».)
- Проблемы творчества Достоевского [Архівовано 27 лютого 2005 у Wayback Machine.] 1929; Київ, 1994.
- Проблемы поэтики Достоевского. — М.,1963; 1974; 1979 (4-е изд.); Київ, 1994 (5-е изд.).
- Творчество Франсуа Рабле и народная культура средневековья и Ренессанса. — М., 1965; 1990.
- Вопросы литературы и эстетики. — М., 1975.
- Эстетика словесного творчества [Архівовано 28 липня 2013 у Wayback Machine.]. — М., 1979.
- Литературно-критические статьи. — М., 1986.

- Тетралогия. — М., 1998.
- Собрание сочинений: В 7 т. / Институт мировой литературы им. А. М. Горького РАН. — М., 1996—:

Т. 1. Философская эстетика 1920-х годов. — М.: Русские словари; Языки славянских культур, 2003. — 957 с.
Т. 2. Проблемы творчества Достоевского. Статьи о Толстом. Записи курса лекций по истории русской литературы. — М.: Русские словари; Языки славянских культур, 2000. — 799 с.
Т. 3. Теория романа (1930–1961 гг.). — М.: Языки славянских культур, 2012. — 880 с. — ISBN 978-5-9551-0500-0.
Т. 4 (1). Франсуа Рабле в истории реализма (1940). Материалы к книге о Рабле (1930—1950-е гг.). Комментарии и приложения. — М.: Русские словари; Языки славянских культур, 2008. — 1120 с. — ISBN 978-5-9551-0266-5.
Т. 4 (2). Творчество Франсуа Рабле и народная культура средневековья и Ренессанса. Рабле и Гоголь (Искусство слова и народная смеховая культура). — М.: Русские словари; Языки славянских культур, 2010. — 752 с.
Т. 5. Работы 1940-х — начала 1960-х годов. — М.: Русские словари; Языки славянских культур, 1997. — 732 с. — ISBN 5-89216-011-4.
Т. 6. Проблемы поэтики Достоевского. Работы 1960–1970 гг. — М.: Русские словари; Языки славянских культур, 2002. — 800 с.
- Эпос и роман. Сборник. СПб.: «Азбука», 2000. — 304 с. — ISBN 5-267-00273-9.
- Беседы с В. Д. Дувакиным. М., Согласие, 2002. — 398 с. — ISBN 5-86884-099-2.